# Moravský Žižkov
Moravský Žižkov är en ort i Tjeckien.   Den ligger i distriktet Okres Břeclav och regionen Södra Mähren, i den sydöstra delen av landet, 230 km sydost om huvudstaden Prag. Moravský Žižkov ligger 195 meter över havet och antalet invånare är 1 396.
Terrängen runt Moravský Žižkov är platt.Runt Moravský Žižkov är det ganska tätbefolkat, med 129 invånare per kvadratkilometer. Närmaste större samhälle är Břeclav, 9,0 km söder om Moravský Žižkov. Trakten runt Moravský Žižkov består till största delen av jordbruksmark.